# Julio del Mar
Julio del Mar (Barranquilla; 13 de septiembre de 1943-Bogotá; 25 de agosto de 2019) fue un actor colombiano de telenovelas.

## Carrera
Estudió en el Colegio del Carmen de Bogotá. A los ocho años se dio inicio en el mundo de la interpretación, leyendo cuentos infantiles en la emisora Caracol Televisión. Duró cuatro meses hasta que fue descubierto por sus padres. A sus 13 años, ingresó a la Escuela de Teatro de Bogotá.
Tras terminar el colegio, del Mar se unió a la Escuela Naval, donde también presentaba tertulias literarias a sus demás compañeros. También tuvo su faceta de cantante, donde con su propio grupo, hacía "covers" de melodías de Enrique Guzmán y César Costa.
Al cumplir 19 años, Julio regresó a Bogotá con la meta de seguir la carrera artística. Mientras que le llamaban para hacer teatro, se dedicó a la elaboración de forros navideños para acetatos. 
A sus 20 años, viajó a México, donde estudió actuación y fue contratado para diversas obras de teatro y papeles en televisión. También le tomaron fotografías para fotonovelas, que en el año 1964 eran un éxito rotundo.
En 1972, contrajo matrimonio con Natalia Beruman (en México) donde nació su primera hija que se llama Natalia. Tras regresar a Colombia, cinco años después, concretamente en 1979, inició la actuación en su país con Cuento del domingo. Tras varias interpretaciones, consiguió su primer protagónico con Hato Canaguay como Pancho Zapata, papel que le abrió muchas oportunidades.
En 1982, trabajó en la serie de televisión Revivamos Nuestra Historia en el seriado Mosquera y Obando en el papel del general José María Obando que fue un prócer de la independencia y presidente del país en el siglo XIX. Ese papel contrastaba su figura de hombre apuesto y gentil con la de Mosquera que era un hombre feo y de mal carácter.
Viajó a España donde también participó en teatro. En dicho país, fue donde nació su hijo menor llamado Carlos. En España, se quedó durante cuatro años.
Tras el regreso a su país, participó en varias telenovelas como Escalona, Pepita Jiménez, La viuda de Blanco, La mujer en el espejo, La venganza, Pasión de gavilanes, entre otras.

### Fallecimiento
Falleció a los 75 años en su apartamento de Bogotá el 25 de agosto de 2019, tras complicaciones de un accidente cerebrovascular previo, a unas semanas el actor cumpliría 76 años el 13 de septiembre.

## Filmografía

### Televisión
- La luz de mis ojos (2017) — Padre Constantino.
- Dr. Mata (2014) — Marco Antonio Perilla.
- Tres Caínes (2013) — Don Asdrúbal.
- La traicionera (2012) — Alfonso Navarro.
- Los herederos del Monte (2011) — Emilio del Monte.
- Ojo por ojo (2010) — Ito Monsalve.
- Chepe Fortuna (2010) — Cepeda.
- Sin senos no hay paraíso (2008) — Miembro del Jurado
- Aquí no hay quien viva (2008) — Papá de Marcos (Episodio: Érase un bautizo).
- Victoria (2007) — Doctor Bernardo Solís.
- Madre Luna (2007) — Ignacio Morales.
- Decisiones (2007) — Julio.
- Amores de mercado (2006) — Benjamín Santos.
- La mujer en el espejo (2004) — Néstor Fonseca.
- Pasión de gavilanes (2004) — Leonidas Coronado.
- Te voy a enseñar a querer (2004) — Tobías Cascante.
- Sofía dame tiempo (2003) — José "Pepe" Pardo.
- La venganza (2002) — Padre Sebastián Valerugo.
- Pandillas, guerra y paz (2002) — Esteban.
- Francisco el Matemático (2001) — Roberto Cadavid
- Luzbel está de visita (2001) — Manuel Calderón.
- Amantes del desierto (2001) — Aurelio León.
- La caponera (2000) — Gabriel "Patillas" Fajardo.
- Yo amo a Paquita Gallego (1999) — Comisario.
- Corazón prohibido (1998)
- Amor en forma (1998) — Alberto.
- La mujer en el espejo (1997) — Gustavo Santos.
- Fuego verde (1996).
- La viuda de Blanco (1996) — Don Faustino "El vampiro" Briñón.
- Crónicas de una generación trágica (1993) — Virrey José Manuel de Ezpeleta
- La quinta hoja del trébol (1992).
- Los motivos de Lola (1992).
- Escalona (1992) — Emiliano Manjarrés.
- Revivamos nuestra historia (1983)  —  José María Obando.
- Bolívar, el hombre de las dificultades (1981) — Rafael Urdaneta.

## Películas
- Área maldita (1979).
- 27 horas con la muerte — Doctor Víctor Otálora.